# Häggås
Häggås är en by i Dorotea distrikt (Dorotea socken) i Dorotea kommun, Västerbottens län (Lappland). Byn ligger cirka 20 kilometer norr om Dorotea och cirka 7 kilometer väster om E45. Häggås har 14 bofasta invånare.